# معركة آرنم
كانت معركة آرنم (Battle of Arnhem) إحدى المعارك الرئيسية في الحرب العالمية الثانية ضمن أولى معارك عملية الحلفاء ماركت جاردن (Operation Market Garden). جرت المعركة داخل وحول المدن الهولندية آرنم وأوستيربيك وفولفزي ودريل والريف المحيط من 17-26 سبتمبر 1944.